# جواد محدثی
جواد محدثی از نویسندگان مذهبی ایران است.

## زندگی
جواد محدثی به سال ۱۳۳۱ در شهرستان سرآب از استان آذربایجان شرقی متولد شد. پدرش روحانی بود و بدین سبب از کودکی در قم بسر برد. تحصیلات ابتدایی و متوسطه را در این شهر گذراند. از سال ۱۳۴۴ تحصیلات حوزوی را آغاز کرد و از جمله در مدرسه حقانی به تحصیل پرداخت. از اساتید وی در این دوران می‌توان از، آیت‌الله دکتر محمد مفتح، قدوسی شاه آبادی و آیات علی مشکینی، وحید خراسانی، شبیری زنجانی، احمد جنتی، مصباح یزدی، گرامی، حسن‌زاده آملی، آذری قمی، یوسف صانعی، حائری شیرازی، مرتضی مقتدایی نام برد. پیش از انقلاب به سبب مبارزات سیاسی و سخنرانی دو بار دستگیر و زندانی شد. پس از پیروزی انقلاب به تلاش‌های فرهنگی و تبلیغی در شهرستان‌ها پرداخت.

## آثار
- آشنایی با اسوه‌ها
- آفات علم
- اخلاق
- اخلاق معاشرت
- از همدلی تا همراهی
- الفبای انقلاب
- الفبای زندگی: آشنایی با اصول و عوامل تحکیم خانواده
- الهی نامه
- خون خدا
- راه زندگی : الفبای سعادت خانواده
- روش‌ها
- سلوک دانشجویی
- سینای نیاز
- فرهنگ جامع سخنان امام حسن عسکری (ع)
- فرهنگ عاشورا
- فرهنگ غدیر
- فرهنگنامه عاشورا
- قلمرو دل
- هنر دینی: واکاوی هنر در قلمرو مکتب
- گامی در مسیر: خودسازی و عرفان برای جوانان